# Cycas tuckeri
Cycas tuckeri — вид голонасінних рослин класу саговникоподібні (Cycadopsida).
Етимологія: епітет шанує покійного Роберта Такера (англ. Robert Tucker), колишнього директора Департаменту парків і садів, Таунсвіля, гострого натураліста й садівника, який засік цю рослину і визнав його особливий характер.

## Опис
Стебла деревовиді, до 5 м заввишки. Листки темно-зеленого, напівглянсові, довжиною 95–150 см. Пилкові шишки яйцеподібні, коричневі, довжиною 30–35 см, 13–15 см діаметром. Мегаспорофіли 10–12 см завдовжки, сіро-повстяні або біло-повстяні. Насіння плоске, яйцевиде, довжиною 32 мм, шириною 28 мм; саркотеста помаранчево-коричнева, товщиною 3 мм.

## Поширення, екологія
Країни поширення: Австралія (Квінсленд). Зростає серед гранітних валунів на схилах, покритих травою евкаліптових рідколісь на добре дренованих щебенистих ґрунтах.

## Загрози та охорона
Перебуває під загрозою руйнування місця зростання в результаті пожеж.